# 福州南站
福州南站位于中国福建省福州市仓山区城门镇，是福州铁路枢纽的主要铁路客运站之一，车站有杭深铁路、樟福铁路、福平铁路和甬广高速铁路交汇，由中国铁路南昌局集团的福州车站管辖，现为一等站。
车站于2008年9月起动工建设，2010年4月26日随原沪深铁路连厦段通车投入运营。2021年6月启动站房扩建工程，扩建部分则在2023年9月与甬广高铁福漳段同步开通，车站亦成为福建省規模最大的鐵路車站。

## 车站结构

### 站房
福州南站旅客进出站采取“线侧/线下候车，下进下出”的模式，目前在车站的南、北面共设置2个进站口（进站口4、进站口7）、4个出站口（出站口3、出站口4、出站口5、出站口8）。站房分为杭深场站房与甬广场站房。站房共设有六层：地上三层为杭深场与甬广场的站台层；地上二层为杭深场的候车层、甬广场的出站层与换乘层；地面层为杭深场的出站层与换乘层、甬广场的候车层；地下一层为福州地铁1号线与5号线的站厅层；地下二层为福州地铁1号线的站台层；地下三层为福州地铁5号线的站台层。
|          | 西广场       | 杭深场(西) | 杭深场(西) | 杭深场(西)                | 甬广场(东)                                   | 甬广场(东) | 甬广场(东) |
| 地上三层 |              | 14.6米     | 站台层     | 1-12站台                  | 13-26站台                                    | 站台层     | 15.6米     |
| 地上二层 |              | 6.6米      | 候车层     | 9-11检票口                | 出站口 便捷换乘                              | 到达层     | 6.6米      |
| 地上二层 | 商业设施     | 6.6米      | 候车层     | P1停车场(北) P2停车场(南) | 停车场                                       |            | 6.6米      |
| 地面     | 地面停车场   | 0米        | 到达层     | 出站口 便捷换乘           | 北进站口、南进站口                           | 进站层     | 0米        |
| 地面     | 地面停车场   | 0米        | 到达层     | 出站口 便捷换乘           | 13-26检票口                                  | 候车层     | 0米        |
| 地面     | 地面停车场   | 0米        | 到达层     | 出站口 便捷换乘           | 商业设施                                     | 候车层     | 0米        |
| 地面     | 地面停车场   | 0米        | 客运站场   | 公交站(西)                | 公交站(东) 出租车上客区(北) 网约车上客区(南) | 客运站场   | 0米        |
| 地下一层 | P4停车场(西) |            | 地铁层     | 地铁站厅                  | 地铁站厅                                     | 地铁层     |            |
| 地下二层 |              | -14.6米    | 地铁层     | 地铁1号线站台             | 地铁1号线站台                                | 地铁层     | -14.6米    |
| 地下三层 |              |            | 地铁层     | 地铁5号线站台             | 地铁5号线站台                                | 地铁层     |            |

#### 杭深场站房
杭深场站房于2010年4月26日随福厦铁路的通车而启用，总面积约49500平方米，分为东、西两个线下侧式站房。在甬广场启用前，杭深场只启用西站房的检票口；而当甬广场启用后，杭深场逐渐弃用西站房的检票口而改用东站房的检票口，并在西站房的检票口3处设置东西站房之间的联通道。杭深场采取“线侧候车，下进下出”的模式：候车层位于地上二层，站台层位于地上三层。旅客通过安检后，进入到地上二层的候车厅候车，后通过检票口进入进站通廊找到对应的站台通道后，上到地上三层的站台层乘车。旅客到达后，由站台的出站通道下到位于地面的出站层即可出站或便捷换乘。在福厦高铁开通后，旅客可经由站台北部的出站口免安检进入地铁。

#### 甬广场站房
甬广场站房由中铁第四勘察设计院和同济大学建筑设计研究院再次取得项目的设计权，于2023年9月28日随福厦高铁的通车而启用，总面积约50000平方米。甬广场采取“线下候车，下进下出”的模式：候车厅位于地面层，站台层位于地上三层，出站层位于地上二层。乘客通过安检后，进入到地面的候车厅候车，后通过检票口上到地上三层的站台乘车。旅客到达后，由站台的出站通道下到位于地上二层的出站层即可出站或便捷换乘。旅客在站台上选择“出站口（北）”出站即可免安检进入地铁。

### 站场

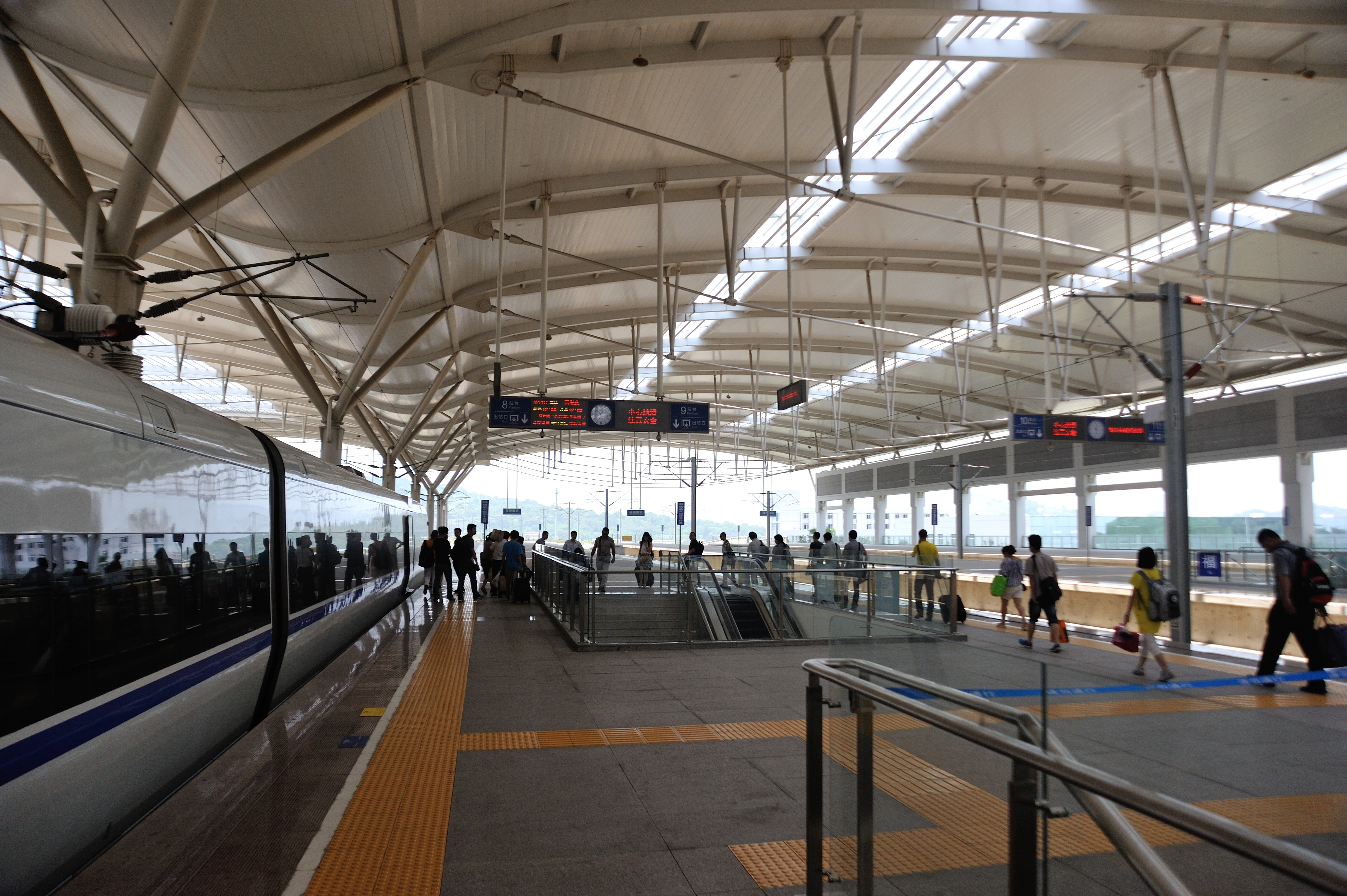
杭深场站台

福州南站站场位于地上三层，由杭深场与甬广场两个独立站场组成，共设15台30线，包括11个岛式站台和4个侧式站台。
1至12股道为杭深场专用，有杭深铁路与福平铁路经过；设7台14线：其中正线2条、到发线12条，包含5个岛式站台和2个侧式站台。13至26股道为甬广场专用，有福厦高铁经过；设8台16线，其中正线2条、到发线14条，包含6个岛式站台和2个侧式站台。

## 历史
- 2008年9月2日，福州南站开始动工[10]。
- 2010年4月26日，福州南站杭深场西站房随福厦铁路一同投入运营[11]。
- 2010年12月底，福州南站杭深场东站房竣工，但并未投入使用[12]。
- 2016年5月18日，地铁1号线福州火车南站站启用[13]。
- 2023年8月27日，地铁5号线福州火车南站站启用[14]。
- 2023年9月28日，福州南站杭深场东站房与甬广场站房随福厦高铁一同投入运营[15]，并同时在原检票口3处设置连接杭深场东西站房的通道，停用杭深场西站房的检票口1-4，转而启用杭深场东站房的检票口9-11。
- 2023年10月8日，福州南站杭深场西进站口1、2（西·1F）停用。
- 2023年12月25日，福州南站杭深场西进站口3（西·2F）停用[16]。

## 接驳交通

### 地铁
福州南站接驳福州地铁1号线与5号线，其中1号线车站呈东西向布置于杭深场站房地下，于2016年5月18日启用；5号线车站呈南北向布置于甬广场站房地下，于2023年8月27日启用。车站现设有A、B、D1、D2、E、F共六个出入口。

### 公交
福州南站共设2个公交枢纽站，分别为位于杭深场站房西北侧的火车南站西广场和甬广场站房西北侧的火车南站东广场。
| 线路             | 区间           | 区间 | 区间                 | 运营公司   | 备注               |
| ---------------- | -------------- | ---- | -------------------- | ---------- | ------------------ |
| K2               | 火车南站西广场 | →    | 火车站北广场         | 福州公交   | 停靠火车南站西广场 |
| M2               | 火车南站西广场 | →    | 马尾青洲公交总站     | 经开公交   | 停靠火车南站西广场 |
| 83               | 火车南站西广场 | →    | 公交仁德站           | 福州公交   | 停靠火车南站西广场 |
| 124              | 火车南站西广场 | →    | 金牛山公园           | 康驰新巴士 | 停靠火车南站西广场 |
| 167              | 火车南站西广场 | →    | 金山公交总站         | 康驰新巴士 | 停靠火车南站西广场 |
| 176              | 火车南站西广场 | →    | 公交大学城总站       | 福州公交   | 停靠火车南站西广场 |
| 305              | 火车南站西广场 | →    | 公交鹤林站           | 福州闽运   | 停靠火车南站西广场 |
| 306              | 火车南站西广场 | →    | 公交仁德站           | 福州闽运   | 停靠火车南站西广场 |
| K2               | 火车南站西广场 | ⇆    | 火车站北广场         | 福州公交   | 停靠火车南站东广场 |
| M2               | 火车南站西广场 | ⇆    | 马尾青洲公交总站     | 经开公交   | 停靠火车南站东广场 |
| 83               | 火车南站西广场 | ⇆    | 公交仁德站           | 福州公交   | 停靠火车南站东广场 |
| 124              | 火车南站西广场 | ⇆    | 金牛山公园           | 康驰新巴士 | 停靠火车南站东广场 |
| 140              | 火车南站东广场 | ⇆    | 马尾青洲公交总站     | 福州公交   | 停靠火车南站东广场 |
| 155              | 火车南站东广场 | ⇆    | 海峡汽车文化广场     | 福州公交   | 停靠火车南站东广场 |
| 161              | 火车南站东广场 | ⇆    | 福新公交枢纽站       | 福州公交   | 停靠火车南站东广场 |
| 167              | 火车南站西广场 | ⇆    | 金山公交总站         | 康驰新巴士 | 停靠火车南站东广场 |
| 176              | 火车南站西广场 | ⇆    | 公交大学城总站       | 福州公交   | 停靠火车南站东广场 |
| 305              | 火车南站西广场 | ⇆    | 公交鹤林站           | 闽运公交   | 停靠火车南站东广场 |
| 306              | 火车南站西广场 | ⇆    | 公交仁德站           | 闽运公交   | 停靠火车南站东广场 |
| 763快线          | 火车南站东广场 | ⇆    | 福建农业职业技术学院 | 首邑公交   | 停靠火车南站东广场 |
| 地铁接驳21号专线 | 火车南站东广场 | ⇆    | 竹楼                 | 福州公交   | 停靠火车南站东广场 |
| 地铁接驳27号专线 | 火车南站东广场 | ⇆    | 方岐洲路西           | 福州公交   | 停靠火车南站东广场 |

### 长途汽车
福州龙运汽车站（新福州汽车南站）位于福州南站甬广场站房东北侧，占地面积约90亩，总建筑面积约3.6万平方米（含地下室一层建筑面积约4000平方米），建设布局涵盖主站房、旅游集散、管理配套用房、车辆检修保养、检验台、充电站等部分，已于2023年5月16日封顶，预计2024年5月正式投入使用。